# Lijst van rijksmonumenten in Maastricht/Lage Kanaaldijk
Een overzicht van de 16 rijksmonumenten in de stad Maastricht gelegen aan of bij de Lage Kanaaldijk.
| Object | Oorspronkelijke functie? | Bouwjaar              | Architect | Locatie             | Coördinaten?                  | Nr.?   | Afbeelding |
| --- | ------------------------ | --------------------- | --------- | ------------------- | ----------------------------- | ------ | --- |
| Huis, met latere bovenverdieping, onder een zadeldak.                                                                      | Gebouw                   | eerste helft 19e eeuw |           | Lage Kanaaldijk 89  | 50° 49' 46" NB, 5° 41' 44" OL | 27192  | Meer afbeeldingen |
| Sint Lambertuskapel | Kerk en kerkonderdeel    | 1847                  |           | Lage Kanaaldijk 12  | 50° 50' 19" NB, 5° 41' 42" OL | 27961  | Meer afbeeldingen |
| Laag huis met mansardedak, opgetrokken uit mergel met Naamse steen.                                                        | Gebouw                   | 19e eeuw              |           | Lage Kanaaldijk 47  | 50° 50' 5" NB, 5° 41' 38" OL  | 27962  | Meer afbeeldingen |
| Huis de Torentjes | Gebouw                   | 1526                  |           | Lage Kanaaldijk 63  | 50° 49' 54" NB, 5° 41' 37" OL | 27963  | Meer afbeeldingen |
| Laag huis met mansardedak en ingang in Naamse steen.                                                                       | Gebouw                   | 18e eeuw              |           | Lage Kanaaldijk 70  | 50° 49' 52" NB, 5° 41' 42" OL | 27964  | Meer afbeeldingen |
| Laag huis met zijgevel van mergel en onder een mansardedak.                                                                | Gebouw                   | 18e eeuw              |           | Lage Kanaaldijk 71  | 50° 49' 52" NB, 5° 41' 42" OL | 27965  | Meer afbeeldingen |
| Laag huis van mergel onder een zadeldak.                                                                                   | Gebouw                   | 1817                  |           | Lage Kanaaldijk 78  | 50° 49' 50" NB, 5° 41' 42" OL | 27966  | Meer afbeeldingen |
| Huis met topgevel aan de straat, afgedekt met een mansardedak.                                                             | Woonhuis                 | 1828                  |           | Lage Kanaaldijk 87  | 50° 49' 47" NB, 5° 41' 44" OL | 27967  | Meer afbeeldingen |
| Huis, met latere bovenverdieping, onder een zadeldak. Vensters en segmentboogingang in Naamse steen.                       | Gebouw                   | eerste helft 19e eeuw |           | Lage Kanaaldijk 89A | 50° 49' 46" NB, 5° 41' 44" OL | 27968  | Huis, met latere bovenverdieping, onder een zadeldak. Vensters en segmentboogingang in Naamse steen.                       |
| Huis, met latere bovenverdieping onder een zadeldak. Vensters en ingang in Naamse steen.                                   | Gebouw                   | eerste helft 19e eeuw |           | Lage Kanaaldijk 92  | 50° 49' 43" NB, 5° 41' 44" OL | 27969  | Meer afbeeldingen |
| Laag huis met zadeldak. Ingangen in Naamse steen.                                                                          | Gebouw                   |                       |           | Lage Kanaaldijk 98  | 50° 49' 40" NB, 5° 41' 45" OL | 27970  | Meer afbeeldingen |
| Tegen de rotswand gebouwd huis (dus zonder achtergevel), afgedekt door een lessenaardak.                                   | Gebouw                   | 1817 (sluitsteen)     |           | Lage Kanaaldijk 106 | 50° 49' 35" NB, 5° 41' 46" OL | 27972  | Tegen de rotswand gebouwd huis (dus zonder achtergevel), afgedekt door een lessenaardak.                                   |
| Huisje van mergel. | Woonhuis                 | 1766                  |           | Lage Kanaaldijk 109 | 50° 49' 34" NB, 5° 41' 46" OL | 27973  | Meer afbeeldingen |
| Voormalig douanekantoor.                                                                                                   | Gebouw                   | 1847                  |           | Lage Kanaaldijk 124 | 50° 48' 55" NB, 5° 41' 36" OL | 27974  | Meer afbeeldingen |
| Herenhuis, teruggerooid ten opzichte van de naburige straatwand. Gebouwd in een door de chaletstijl beïnvloede trant.      | Woonhuis                 | ca. 1905              |           | Lage Kanaaldijk 5   | 50° 50' 21" NB, 5° 41' 42" OL | 506653 | Herenhuis, teruggerooid ten opzichte van de naburige straatwand. Gebouwd in een door de chaletstijl beïnvloede trant.      |
| Eclectisch herenhuis met koetshuis. Gebouwd in opdracht van de heer Feij, secretaris van de toenmalige gemeente St.Pieter. | Woonhuis                 | 1850-1875             |           | Lage Kanaaldijk 23  | 50° 50' 15" NB, 5° 41' 41" OL | 506654 | Eclectisch herenhuis met koetshuis. Gebouwd in opdracht van de heer Feij, secretaris van de toenmalige gemeente St.Pieter. |